# Kōji Tsuruta
Eiichi Ono (小野 榮一, Ono Eiichi, 6 de dezembro de 1924 – 16 de junho de 1987), mais conhecido pelo seu nome artístico Kōji Tsuruta (鶴田 浩二, Tsuruta Kōji), foi um ator e cantor japonês.

## Carreira
Nascido em Hamamatsu, Shizuoka, Tsuruta foi criado em Osaka por sua avó, após o divórcio de seus pais. Enquanto estudou o ensino médio, ele era um delinquente.
Tsuruta estava estudando na Universidade de Kansai quando foi convocado para o Serviço Aéreo da Marinha Imperial Japonesa em 1944. Após a guerra, ele se juntou à trupe de teatro de Hirokichi Takada e fez sua estreia no cinema com o filme Yūkyō no mure do estúdio Shochiku, ganhando muitas fãs por interpretar protagonistas atraentes. Ele deixou a Shochiku em 1952 para abrir sua própria produtora. Antes, um romance com a atriz Keiko Kishi ganhou as manchetes e a Shochiku forçou os dois a terminarem o relacionamento. Ele notavelmente interpretou o espadachim Sasaki Kojirō na Trilogia Samurai da Toho (1954–1956), ao lado do ator Toshirō Mifune.
Ele se juntou à Toei em 1960 e obteve sucesso com o filme Jinsei Gekijo: Hishakaku de 1963. No livro do crítico de cinema Mark Schilling, The Yakuza Movie Book: A Guide to Japanese Gangster Films, ele cita o longa de Tsuruta de 1963 por iniciar a tendência ninkyo eiga de filmes cavalheirescos sobre membros da yakuza. Durante a década seguinte, Tsuruta foi a estrela principal de muitos dos filmes do gênero yakuza da Toei, sendo protagonista ou participando como coadjuvante em um filme diferente a cada mês em seu auge. Filmes memoráveis que colaborou nesse período incluem Bakuto (1964) e Nihon Kyokakuden Ketto Kanda Matsuri (1966). Tsuruta também foi um cantor de sucesso, tendo muita fama com a canção "Kizudarake no Jinsei".
No entanto, na década de 1970, ele teve dificuldades e suas performances foram criticadas quando o gênero yakuza mudou para um cenário moderno e mais realista. Saigo no Bakuto de 1985 foi o último no qual participou. Kōji Tsuruta morreu de câncer de pulmão em 16 de junho de 1987, aos 62 anos.

## Filmografia selecionada

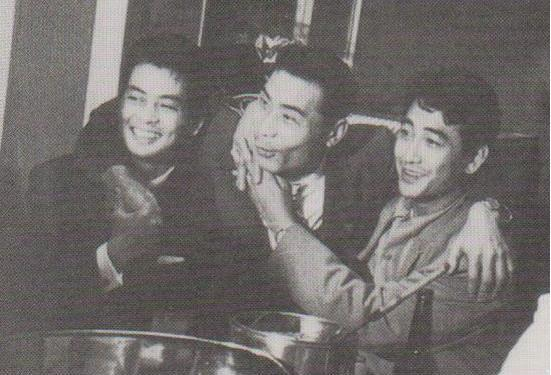
Da esquerda para a direita, os atores Mitsuru Ono, Kazuo Taoka e Kōji Tsuruta em 1952

### Filmes
- Eden no Umi (1950) – dirigido por Noboru Nakamura
- Bara kassen (1950)
- Ochazuke no Aji (1952) - dirigido por Yasujirō Ozu
- Hawai no yoru (1953)
- Trilogia Samurai (1954–1956) – dirigido por Hiroshi Inagaki
  - Zoku Miyamoto Musashi: Ichijōji no Kettō (1955)
  - Miyamoto Musashi Kanketsuhen: Kettō Ganryūjima (1956)
- Dansei No. 1 (1955) – dirigido por Kajiro Yamamoto
- Nemuri Kyôshirô Burai Hikae (1956) – dirigido por Shigeaki Hidaka
- Yagyu Bugeicho (1957) – dirigido por Hiroshi Inagaki
- Oshidori Kenkagasa (1957)
- Yagyu Bugeicho – Ninjitsu Part 2 (1958) – dirigido por Hiroshi Inagaki
- Chushingura (1958) – dirigido por Kunio Watanabe
- Ankokugai no kaoyaku (1959) – dirigido por Kihachi Okamoto
- Nippon Tanjō (1959) – dirigido por Hiroshi Inagaki
- Densō Ningen (1960) – dirigido por Jun Fukuda
- Gyangu tai G-men (1962) - dirigido por Kinji Fukasaku
- Chūshingura: Hana no Maki, Yuki no Maki (1962) – dirigido por Hiroshi Inagaki
- Jinsei Gekijo: Hisha Kaku (1963) – dirigido por Tadashi Sawashima
- Bakuto (1964) – dirigido por Shigehiro Ozawa
- Meiji Kyokyakuden – Sandaime Shumei (1965) – dirigido por Tai Kato
- Nihon Kyokakuden Ketto Kanda Matsuri (1966)
- Kaisanshiki (1967) - dirigido por Kinji Fukasaku
- Bakuchi-uchi: Socho Tobaku (1968) – dirigido por Kōsaku Yamashita
- Chi-zome no daimon (1970) – dirigido por Kinji Fukasaku
- Bakuto Gaijin Butai (1971) – dirigido por Kinji Fukasaku
- Kizudarake no Jinsei (1971) – dirigido por Shigehiro Ozawa
- Gorugo Sātīn Kûron no kubi (1977)
- Yakuza senso: Nihon no Don (1977) – dirigido por Sadao Nakajima
- Rengo kantai (1981) - dirigido por Shūe Matsubayashi
- Seiha (1982)
- Saigo no Bakuto (1985) – dirigido por Kosaku Yamashita

### Séries de televisão
- Ōgon no Hibi (1978) – como Sen no Rikyū
- Sanga Moyu (1984) – como Shigenori Tōgō